# Вранска баня
 Тази статия е за селището до Южна Морава.  За селището до Западна Морава вижте Врънска баня.  
Вранска баня (на сръбски: Врањска Бања или Vranjska Banja) е град в Югоизточна Сърбия, Пчински окръг, Град Враня. Административен център е на община Вранска баня.

## География
Градът е разположен във Вранската котловина, край двата бряга на Банската река, близо до вливането и в река Южна Морава. Отстои на 10 километра източно от окръжния център Враня, на 21 километра южно от град Владичин хан и на 60 километра северозападно от град Босилеград.

## История
По време на Първата световна война Вранска баня е село във военновременните граници на Царство България, като административно е част от Вранска околия на Врански окръг.
По време на българското управление в Поморавието в годините на Втората световна война, Георги Сот. Донев от Дупница е български кмет на Вранска баня от 1 май 1942 година до 16 септември 1943 година. След това кмето е Здравко В. Стоянов от София (30 ноември 1943 – 12 август 1944).

## Население
Според преброяването от 2011 г. населението на града възлиза на 5332 души.

## Личности
Родени във Вранска баня
- Евтим Тошев (1891 – 1931), български революционер от ВМРО
- Милан Хр. Станимиров, български революционер, деец на ВМРО[5]

Починали във Вранска баня
- Евтим Тошев (1891 – 1931), български революционер от ВМРО
- Михаило Вукчевич (1873 – 1945), сръбски просветен деец

## Етнически състав (2002)
Данните за етническия състав на населението са от преброяването през 2002 г.
- сърби – 4118 жители (70,0%)
- цигани – 1625 жители (27,62%)
- българи – 29 жители (0,49%)
- други – 110 жители (1,87%)